# Futbol'nyj Klub Dinamo Moskva 2013-2014
Questa voce raccoglie le informazioni riguardanti la Dinamo Mosca nelle competizioni ufficiali della stagione 2013-2014.

## Rosa
| N. |                           | Ruolo | Calciatore            |
| -- | ------------------------- | ----- | --------------------- |
| 1  | Russia (bandiera)         | P     | Anton Šunin           |
| 2  | Russia (bandiera)         | D     | Aleksej Kozlov        |
| 3  | Russia (bandiera)         | D     | Jurij Žirkov          |
| 4  | Bielorussia (bandiera)    | D     | Ihar Šytaŭ            |
| 5  | Paesi Bassi (bandiera)    | D     | Douglas               |
| 6  | Argentina (bandiera)      | D     | Leandro Fernández     |
| 7  | Ungheria (bandiera)       | A     | Balázs Dzsudzsák      |
| 8  | Russia (bandiera)         | C     | Artur Rimovič Jusupov |
| 9  | Russia (bandiera)         | A     | Fëdor Smolov          |
| 10 | Ucraina (bandiera)        | A     | Andrij Voronin        |
| 11 | Russia (bandiera)         | C     | Alan Kasaev           |
| 13 | Russia (bandiera)         | D     | Vladimir Granat       |
| 14 | Russia (bandiera)         | C     | Aleksej Ionov         |
| 16 | Ecuador (bandiera)        | C     | Christian Noboa       |
| 17 | Rep. del Congo (bandiera) | D     | Christopher Samba     |

| N. |                      | Ruolo | Calciatore        |
| -- | -------------------- | ----- | ----------------- |
| 18 | Armenia (bandiera)   | P     | Ṙoman Berezovski  |
| 19 | Russia (bandiera)    | P     | Evhen Frolov      |
| 21 | Romania (bandiera)   | C     | George Florescu   |
| 22 | Germania (bandiera)  | A     | Kevin Kurányi     |
| 23 | Australia (bandiera) | D     | Luke Wilkshire    |
| 25 | Russia (bandiera)    | C     | Vladimir Djadjun  |
| 27 | Russia (bandiera)    | C     | Igor' Denisov     |
| 29 | Russia (bandiera)    | D     | Boris Rotenberg   |
| 32 | Serbia (bandiera)    | D     | Marko Lomić       |
| 44 | Russia (bandiera)    | D     | Nikita Čičerin    |
| 47 | Russia (bandiera)    | C     | Roman Zobnin      |
| 56 | Russia (bandiera)    | P     | Vladimir Gabulov  |
| 91 | Russia (bandiera)    | A     | Aleksandr Kokorin |
| 93 | Russia (bandiera)    | A     | Andrej Panjukov   |

## Risultati

### Prem'er-Liga
| Chimki 14 luglio 2013 1ª giornata | Dinamo Mosca | 2 – 2 referto | Volga Nižnij Novgorod | Arena Chimki |

| Chimki 19 luglio 2013 2ª giornata | Dinamo Mosca | 2 – 1 referto | Anži | Arena Chimki |

| Chimki 27 luglio 2013 3ª giornata | Dinamo Mosca | 1 – 4 referto | Spartak Mosca | Arena Chimki |

| Chimki 3 agosto 2013 4ª giornata | Dinamo Mosca | 1 – 0 referto | Terek Groznyj | Arena Chimki |

| Krasnodar 18 agosto 2013 5ª giornata | Krasnodar | 1 – 1 referto | Dinamo Mosca | Stadio Kuban' |

| Chimki 24 agosto 2013 6ª giornata | Dinamo Mosca | 1 – 1 referto | Zenit San Pietroburgo | Arena Chimki |

| Chimki 1º settembre 2013 7ª giornata | Dinamo Mosca | 1 – 1 referto | Rostov | Arena Chimki |

| Ekaterinburg 16 settembre 2013 8ª giornata | Ural | 1 – 4 referto | Dinamo Mosca | Stadio Centrale di Kazan' |

| Chimki 21 settembre 2013 9ª giornata | Dinamo Mosca | 1 – 3 referto | Lokomotiv Mosca | Arena Chimki |

| Kazan' 26 settembre 2013 10ª giornata | Rubin | 2 – 2 referto | Dinamo Mosca | Stadio Centrale di Kazan' |

| Chimki 29 settembre 2013 11ª giornata | Dinamo Mosca | 2 – 0 referto | Kryl'ja Sovetov Samara | Stadio Rodina |

| Mosca 6 ottobre 2013 12ª giornata | CSKA Mosca | 0 – 2 referto | Dinamo Mosca | Sapsan Arena |

| Chimki 20 ottobre 2013 13ª giornata | Dinamo Mosca | 3 – 1 referto | Kuban' | Stadio Rodina |

| Perm' 26 ottobre 2013 14ª giornata | Amkar Perm' | 2 – 1 referto | Dinamo Mosca | Stadio Zvezda |

| Chimki 2 novembre 2013 15ª giornata | Dinamo Mosca | 1 – 0 referto | Tom' Tomsk | Stadio Rodina |

| Samara 9 novembre 2013 16ª giornata | Kryl'ja Sovetov Samara | 1 – 2 referto | Dinamo Mosca | Stadio Metallurg (Samara) |

| Mosca 24 novembre 2013 17ª giornata | Lokomotiv Mosca | 1 – 0 referto | Dinamo Mosca | Stadio Lokomotiv |

| Chimki 30 novembre 2013 18ª giornata | Dinamo Mosca | 3 – 0 referto | Ural | Stadio Rodina |

| Chimki 8 dicembre 2013 19ª giornata | Dinamo Mosca | 2 – 0 referto | Amkar Perm' | Arena Chimki |

| Chimki 9 marzo 2014 20ª giornata | Dinamo Mosca | 4 – 2 referto | CSKA Mosca | Arena Chimki |

| Krasnodar 15 marzo 2014 21ª giornata | Kuban' | 1 – 1 referto | Dinamo Mosca | Stadio Kuban' |

| Chimki 23 marzo 2014 22ª giornata | Dinamo Mosca | 0 – 0 referto | Rubin | Arena Chimki |

| Tomsk 30 marzo 2014 23ª giornata | Tom' Tomsk | 1 – 3 referto | Dinamo Mosca | Trud Stadium |

| Kaspijsk 6 aprile 2014 24ª giornata | Anži | 4 – 0 referto | Dinamo Mosca | Anži-Arena |

| Nižnij Novgorod 14 aprile 2014 25ª giornata | Volga Nižnij Novgorod | 0 – 5 referto | Dinamo Mosca | Stadio Lokomotiv |

| Chimki 20 aprile 2014 26ª giornata | Dinamo Mosca | 1 – 2 referto | Krasnodar | Arena Chimki |

| Groznyj 27 aprile 2014 27ª giornata | Terek Groznyj | 1 – 0 referto | Dinamo Mosca | Achmat-Arena |

| Rostov sul Don 2 maggio 2014 28ª giornata | Rostov | 2 – 3 referto | Dinamo Mosca | Stadio Olimp-2 |

| San Pietroburgo 11 maggio 2014 29ª giornata | Zenit San Pietroburgo | - – + referto | Dinamo Mosca | Stadio Petrovskij |

| Mosca 15 maggio 2014 30ª giornata | Spartak Mosca | 3 – 2 referto | Dinamo Mosca | Stadio Lokomotiv |

### Kubok Rossii
| Belgorod 30 ottobre 2013 Sedicesimi di finale | Saljut Belgorod | 1 – 0 referto | Dinamo Mosca | Stadio Centrale Saljut |